# Patanga succincta
Patanga succincta, eller Nomadacris succincta, är en insektsart som först beskrevs av Johannson 1763.  Patanga succincta ingår i släktet Patanga och familjen gräshoppor. Inga underarter finns listade i Catalogue of Life.
Arten finns i Indien och Sydostasien. Den är oftast en ensamlevande insekt och det är endast i Indien som den har visat på svärmbeteende. Detta var mellan år 1901 och 1908. Sedan 1927 har inga tendenser till svärmbeteende observerats heller i Indien. Det tros att insekternas beteende har ändrats på grund av ändrade rutiner i jordbruket.